# Hemigrapsus nudus
Hemigrapsus nudus är en kräftdjursart som först beskrevs av James Dwight Dana 1851.  Hemigrapsus nudus ingår i släktet Hemigrapsus och familjen Varunidae. Inga underarter finns listade i Catalogue of Life.

## Bildgalleri

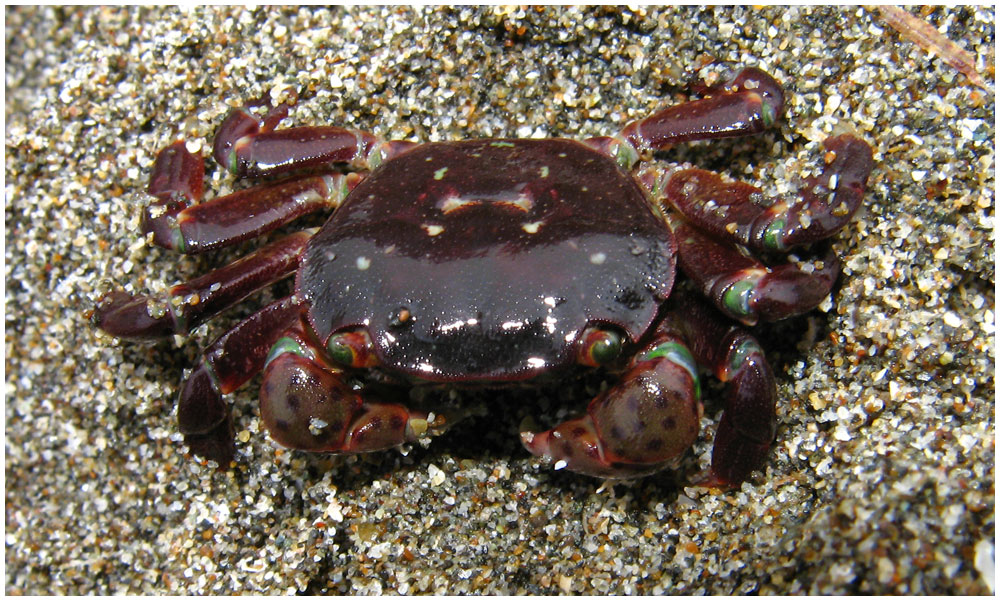
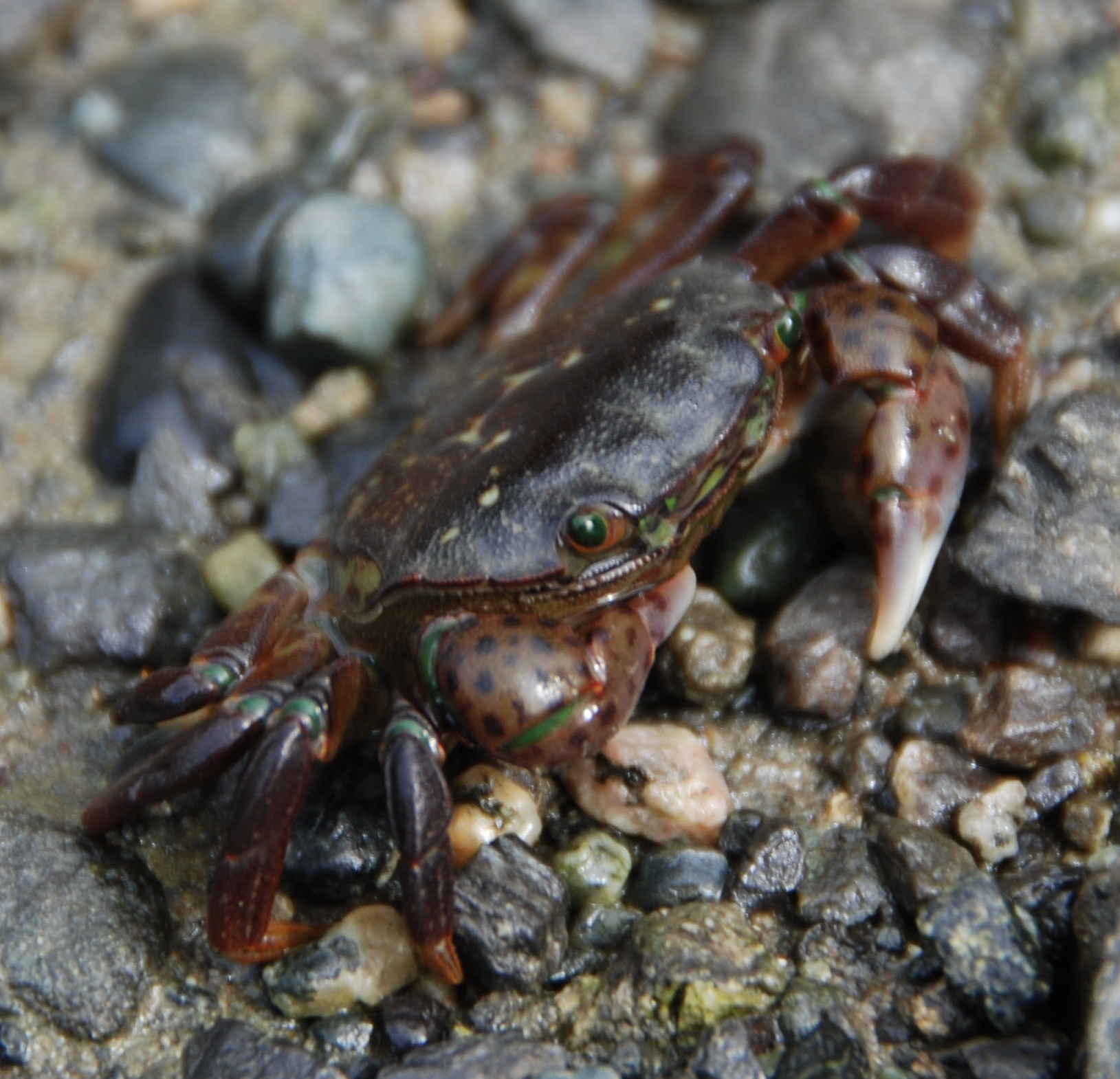
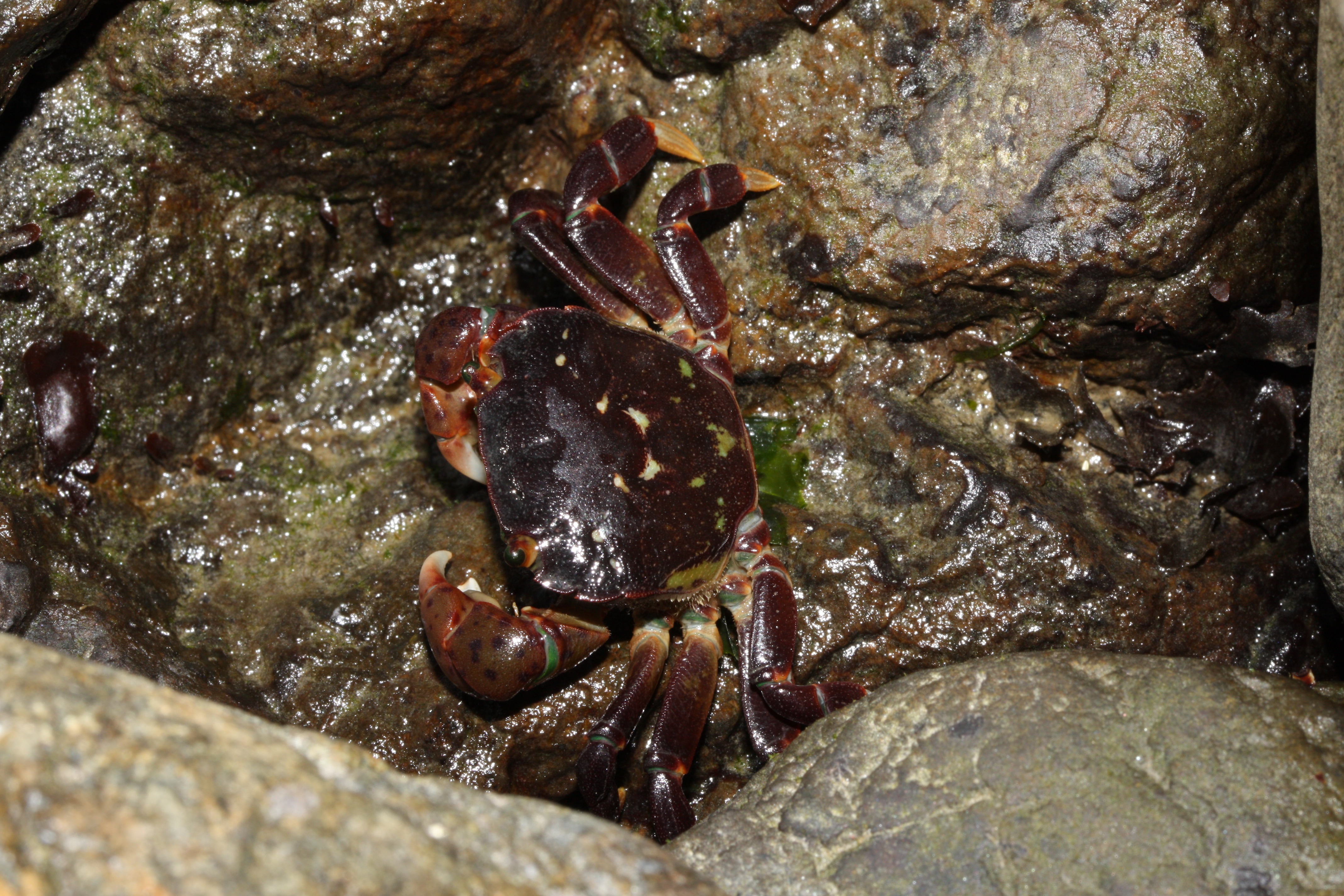
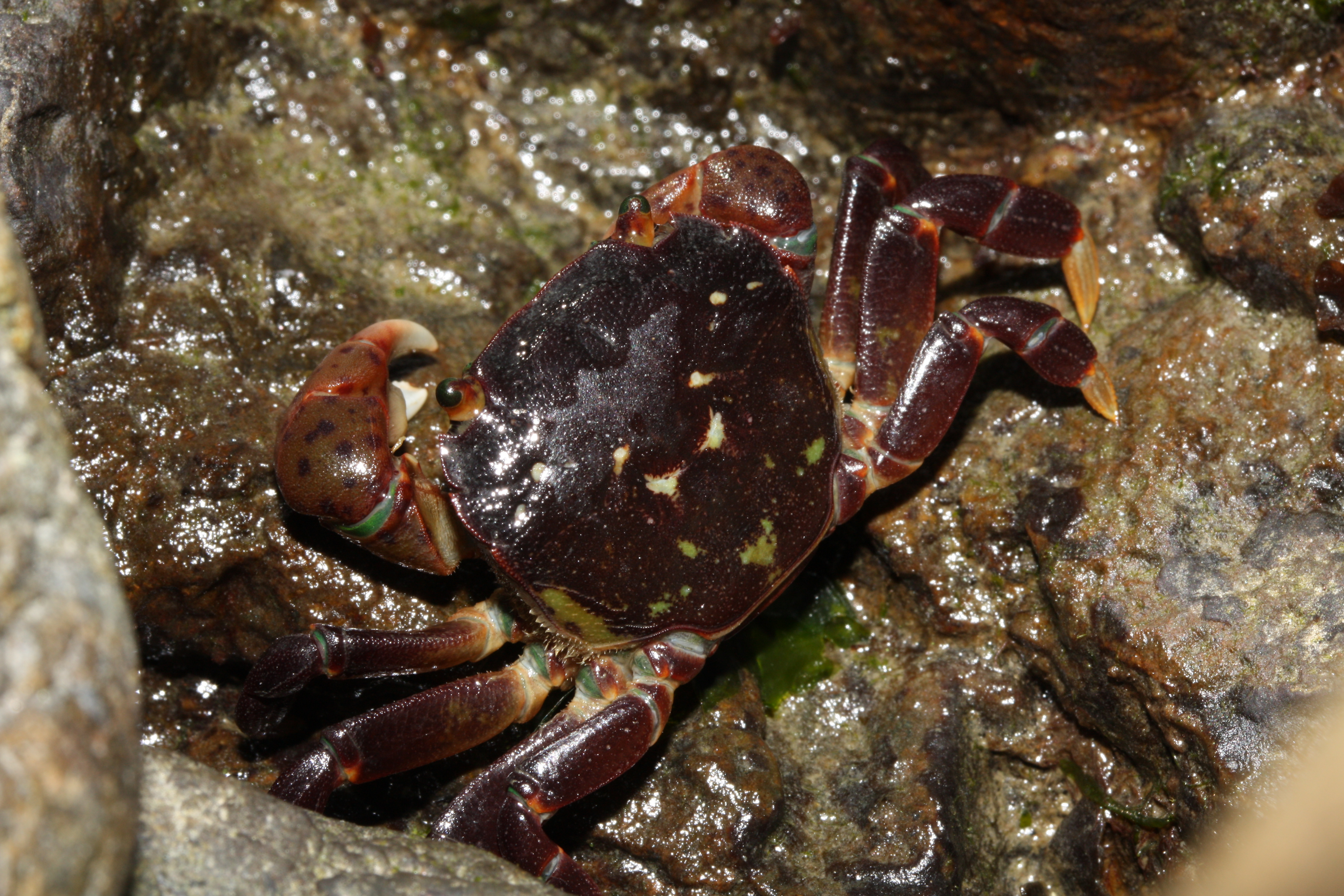